# 蓬西尔克
蓬西尔克（法語：Pontcirq，法語發音：[pɔ̃siʁk]）是法国洛特省的一个市镇，属于卡奥尔区。

## 地理
蓬西尔克（44°32'53"N, 1°15'45"E）面积8.94 平方千米，位于法国奧克西塔尼大區洛特省，该省份为法国西南部内陆省份，北起顺时针与科雷兹省、康塔爾省、阿韦龙省、塔恩-加龙省、洛特-加龍省和多尔多涅省接壤。
与蓬西尔克接壤的市镇（或旧市镇、城区）包括：莱瑞尼、拉巴斯蒂德迪韦尔、莱尔姆、蒙热斯蒂、圣梅达尔。

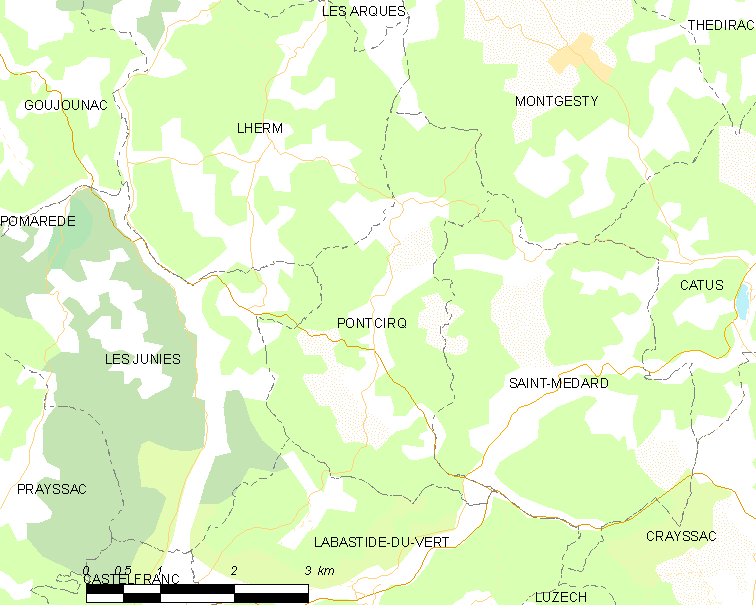
蓬西尔克的OSM定位图

蓬西尔克的时区为UTC+01:00、UTC+02:00（夏令时）。

## 行政
蓬西尔克的邮政编码为46150，INSEE市镇编码为46223。

## 政治
蓬西尔克所属的省级选区为科斯和布里亚讷县。

## 人口

1962-2008年间蓬西尔克人口变化图示

蓬西尔克于2022年1月1日时的人口数量为182人。